# At This Time (Live)
Albums de Sirsy
Away from Here
(2002) Ruby
(2004)
At This Time (Live) est le troisième album du groupe new-yorkais Sirsy et leur premier album live.

## Liste de titres
| No  | Titre                  | Durée |
| --- | ---------------------- | ----- |
| 1.  | This Thime             |       |
| 2.  | Anyway                 |       |
| 3.  | Paper Moon             |       |
| 4.  | Dry                    |       |
| 5.  | Whenever You're Around |       |
| 6.  | Kiss Me Here           |       |
| 7.  | IUO                    |       |
| 8.  | Soon                   |       |
| 9.  | Please Let Me Be       |       |
| 10. | Wishless               |       |
| 11. | She Says               |       |
| 12. | At Last                |       |
| 13. | Cry Baby               |       |